# Попель Володимир Володимирович
Володи́мир Васильович По́пель (1894, с. Млини, Надвірнянський повіт, Королівство Галичини та Володимирії — 25 серпня1920, м. Одеса) — Четар УГА, жертва більшовицького терору.

## Життєпис
Народився в с. Млини (нині Надвірнянський район, Івано-Франківська область) у сім'ї священика. Мати — Ольга Петрушевич (у шлюбі — Попель). Батько Василь Попель — місцевий парох, згодом парох у с. Колодіївка. Весною 1914 р. закінчив гімназію у м. Коломия.
Учасник Першої світової війни у складі 24-го піхотного полку австро-угорської  армії. Воював на Італійському фронті, а весною-літом 1918 р. зі своїм підрозділом перебував на Наддніпрянщині.
З листопада 1918 р. — в УГА. Воював у боях під м. Львів у складі групи «Старе Село», згодом у складі 2-ї Коломийської бригади УГА. Учасник Чортківської офензиви, походу УГА та Дієвої армії УНР на м. Київ в липні — серпні 1919 р. Восени 1919 р. перебував у Трикутнику смерті.
30 травня 1920 р. заарештований Одеською губЧК у рамках сфабрикованої справи № 2575. За цією справою загалом до 8 червня 1920 р. було заарештовано 157 осіб. Усіх звинуватили у приналежності до «підпільної петлюрівської організації, метою якої було знищення радянської влади шляхом повстання галичан, а також всього контрреволюційного елемента Одеси». Володимир Попель у цій організації, за версією слідства, посідав керівну роль і мав очолити повстання. Переважна більшість заарештованих тим чи іншим чином була пов'язана з діяльністю активного осередку українства — одеської «Просвіти». 14 червня 1920 р. на засіданні колегії Одеської губЧК  під головуванням Реденса справа була розглянута з винесенням переважно розстрільних рішень. Розстріляний у м. Одеса . Реабілітований 1995 року.
Місце поховання невідоме.